# Monique Bégin
Monique Bégin PC CC FRSC (* 1. März 1936 in Rom; † 8. September 2023 in Ottawa) war eine kanadische Soziologin, Hochschullehrerin und Politikerin der Liberalen Partei Kanadas, die mehrere Jahre Abgeordnete des Unterhauses sowie mehrmals Ministerin war.

## Leben

### Studium und Abgeordnete
Nach dem Schulbesuch absolvierte Monique Bégin, die in Portugal sowie Frankreich aufwuchs und nach dem Zweiten Weltkrieg mit ihren Eltern nach Kanada einwanderte, ein Studium der Soziologie. Sie schloss dieses Studium sowohl mit einem Bachelor of Arts (B.A.) als auch einem Master of Arts (M.A.) an der Universität Montreal ab und erwarb darüber hinaus sowohl einen Philosophiae Doctor (Ph.D.) an der Pariser Universität Sorbonne als auch einen Doctor of Science (D.Sc.). 1967 erfolgte ihre Berufung als Exekutivsekretär der Königlichen Kommission über den Status von Frauen (Royal Commission on the Status of Women).
Bei der Unterhauswahl vom 30. Oktober 1972 wurde sie als Kandidatin der Liberalen Partei erstmals zur Abgeordneten des Unterhauses gewählt und vertrat dort bis zur Unterhauswahl am 22. Mai 1979 den Wahlkreis Saint-Michel und danach bis zum 4. September 1984 den Wahlkreis Saint-Léonard-Anjou. Bei ihrer ersten Wahl 1972 gehörte sie neben Albanie Morin und Jeanne Sauvé zu den ersten drei weiblichen Abgeordneten aus der Provinz Quebec im kanadischen Unterhaus. Zu Beginn ihrer Abgeordnetentätigkeit war sie zwischen Januar 1973 und Februar 1974 Vize-Vorsitzende des Ständigen Unterhausausschusses für sonstige Schätzungen.
Im Oktober 1975 übernahm Monique Bégin ihr erstes Regierungsamt und war bis September 1976 Parlamentarische Sekretärin beim Außenminister.

### Ministerin und Hochschullehrerin
Anschließend wurde sie am 14. September 1976 von Premierminister Pierre Trudeau zur Ministerin für nationale Einkünfte in das 20. kanadische Kabinett berufen und dort nach einer Kabinettsumbildung vom 16. September 1977 bis zum Ende von Trudeaus Amtszeit am 3. Juni 1979 das Amt der Ministerin für nationale Gesundheit und Wohlfahrt übernahm. Nach dem Wahlsieg der Liberalen Partei bei der Unterhauswahl vom 18. Februar 1980 bekleidete sie das Amt der Ministerin für nationale Gesundheit und Wohlfahrt auch in der ebenfalls von Trudeau gebildeten 20. Regierung Kanadas sowie in der darauf folgenden von John Turner vom 30. Juni bis zum 16. September 1984 geleiteten 23. Regierung.
Während ihrer Amtszeit als Ministerin für nationale Gesundheit und Wohlfahrt trat sie besonders für die Rechte von Frauen, älteren Menschen, Ureinwohnern und Kindern ein und schuf insbesondere durch ein Gesundheitsgesetz (Canada Health Act) sowie die steuerliche Begünstigung von Kindern (Child Tax Credit) Fortschrittspolitik zum Wohle der kanadischen Bevölkerung. Bei der Wahl vom 4. September 1984 verzichtete sie auf eine erneute Kandidatur.
Danach übernahm sie 1986 eine Professur für Soziologie und für Frauenwissenschaften am gemeinsamen Lehrstuhl der Universität Ottawa sowie der Carleton University und lehrte dort bis zu ihrer Emeritierung 1997. Während dieser Zeit war sie außerdem von 1990 bis 1997 Dekanin der Fakultät für Gesundheitswissenschaften der Universität Ottawa sowie zwischen 1993 und 1995 gemeinsam mit Gerald Caplan Co-Vorsitzende der Königlichen Bildungskommission von Ottawa.
Aus Anerkennung ihrer Leistungen als Politikerin und Hochschullehrerin wurde Monique Bégin, die auch Fellow der Royal Society of Canada war, am 23. Oktober 1997 zur Officer of the Order of Canada und am 27. November 2020 zur Companion of the Order of Canada ernannt. Zuletzt engagierte sie sich als Schatzmeisterin des International Centre for Migration and Health and Development (ICMHD) in Genf.